# 鵜坂農業協同組合
鵜坂農業協同組合（うさかのうぎょうきょうどうくみあい）は、かつて富山県富山市婦中町に本所を置いていた農業協同組合（JA）。

## 概要
2017年3月1日、あおば農業協同組合へ吸収合併され、解散した。
合併後の旧本所は信用事業のみ、あおば農業協同組合のうさか出張所として営業する形となり、共済事業を含む残る部門は、既存のあおば農業協同組合側の婦中支店が継承した。

## 店舗
| 店舗コード | 店舗名 | 所在地                |
| ---------- | ------ | --------------------- |
| 321        | 本所   | 富山市婦中町田島662-3 |